# Asia Rugby Championship 2024
El Asia Rugby Championship de 2024 fue la 35.ª edición del principal torneo asiático.
El torneo se disputó entre el 1 y 22 de junio de 2024.

## Equipos participantes
- Selección de rugby de Corea del Sur
- Selección de rugby de Emiratos Árabes Unidos
- Selección de rugby de Hong Kong
- Selección de rugby de Malasia

## Desarrollo
|  | Campeón  |
|  | Descenso |

| Pos. | Equipo                 | Encuentros | Encuentros | Encuentros | Encuentros | Tantos  | Tantos    | Tantos     | Puntos bonus | Puntos totales |
| Pos. | Equipo                 | jugados    | ganados    | empatados  | perdidos   | a favor | en contra | diferencia | Puntos bonus | Puntos totales |
| ---- | ---------------------- | ---------- | ---------- | ---------- | ---------- | ------- | --------- | ---------- | ------------ | -------------- |
| 1    | Hong Kong              | 3          | 3          | 0          | 0          | 189     | 18        | +171       | 3            | 15             |
| 2    | Emiratos Árabes Unidos | 3          | 2          | 0          | 1          | 103     | 103       | 0          | 2            | 10             |
| 3    | Corea del Sur          | 3          | 1          | 0          | 2          | 94      | 108       | -14        | 3            | 7              |
| 4    | Malasia                | 3          | 0          | 0          | 3          | 30      | 187       | -157       | 0            | 0              |

| 1 de junio de 2024 | Hong Kong | 52 - 5 | Emiratos Árabes Unidos |  |  |

| 2 de junio de 2024 | Corea del Sur | 55 - 5 | Malasia |  |  |

| 8 de junio de 2024 | Malasia | 6 - 70 | Hong Kong |  |  |

| 9 de junio de 2024 | Emiratos Árabes Unidos | 36 - 32 | Corea del Sur |  |  |

| 21 de junio de 2024 | Emiratos Árabes Unidos | 62 - 19 | Malasia |  |  |

| 22 de junio de 2024 | Hong Kong | 67 - 7 | Corea del Sur |  |  |

| Bandera de Hong Kong |
| Campeón Hong Kong    |
| Quinto título        |